# Batailles de l'intervention française au Mexique
Les batailles de l'intervention française au Mexique, entre les troupes françaises et les républicains mexicains, puis entre ces derniers et les troupes impériales mexicaines, résultent de la tentative de la France d’y établir un régime favorable aux intérêts français et européens.

## Contexte
L’intervention française au Mexique par l’armée du Second Empire en 1862 a abouti, à la création, en 1864, du Second Empire mexicain soutenu par de nombreux conservateurs mexicains, sous la présidence autrichienne, de Maximilien du Mexique. L’Empire réussit à prendre le contrôle du centre du pays, mais les républicains conservèrent le Nord et le Sud. Dès la fin de la guerre civile américaine, les États-Unis apportèrent leur soutien aux républicains et firent pression sur les Français pour les forcer à se retirer en 1866. Les forces impériales poursuivirent le combat, mais furent défaites dans une série de batailles avec les républicains, qui reprirent le contrôle de Mexico le 15 mai 1867. Capturé, Maximilien fut exécuté le 19 juin 1867.

## Batailles et sièges

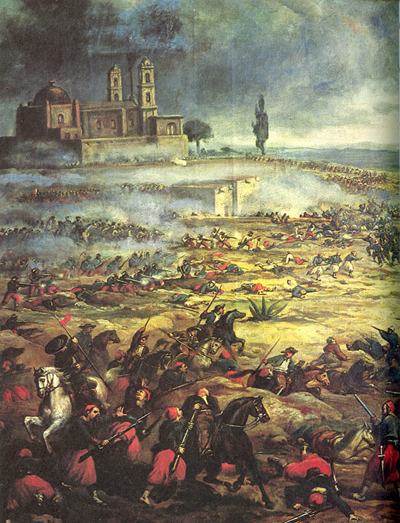
Bataille de Puebla (5 mai 1862)

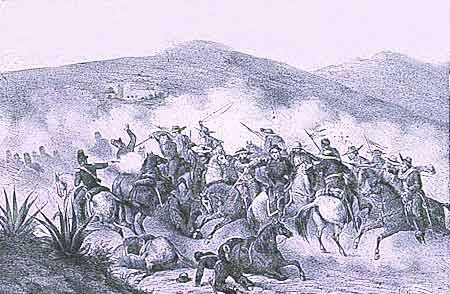
Bataille de Totoapan (18 octobre 1864)

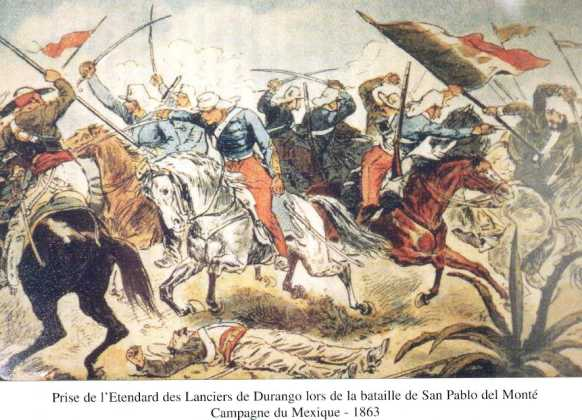
Bataille de San Pablo del Monte (3 octobre 1866)

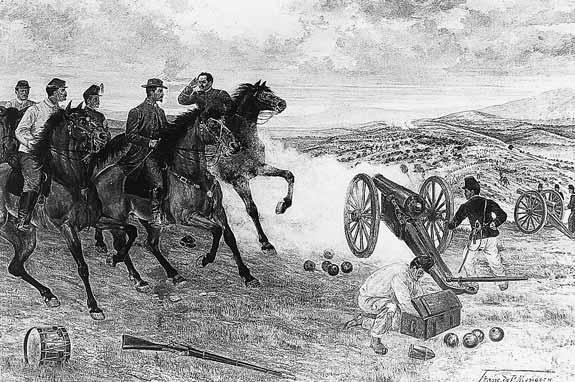
Bataille de la Carbonera (18 octobre 1866)

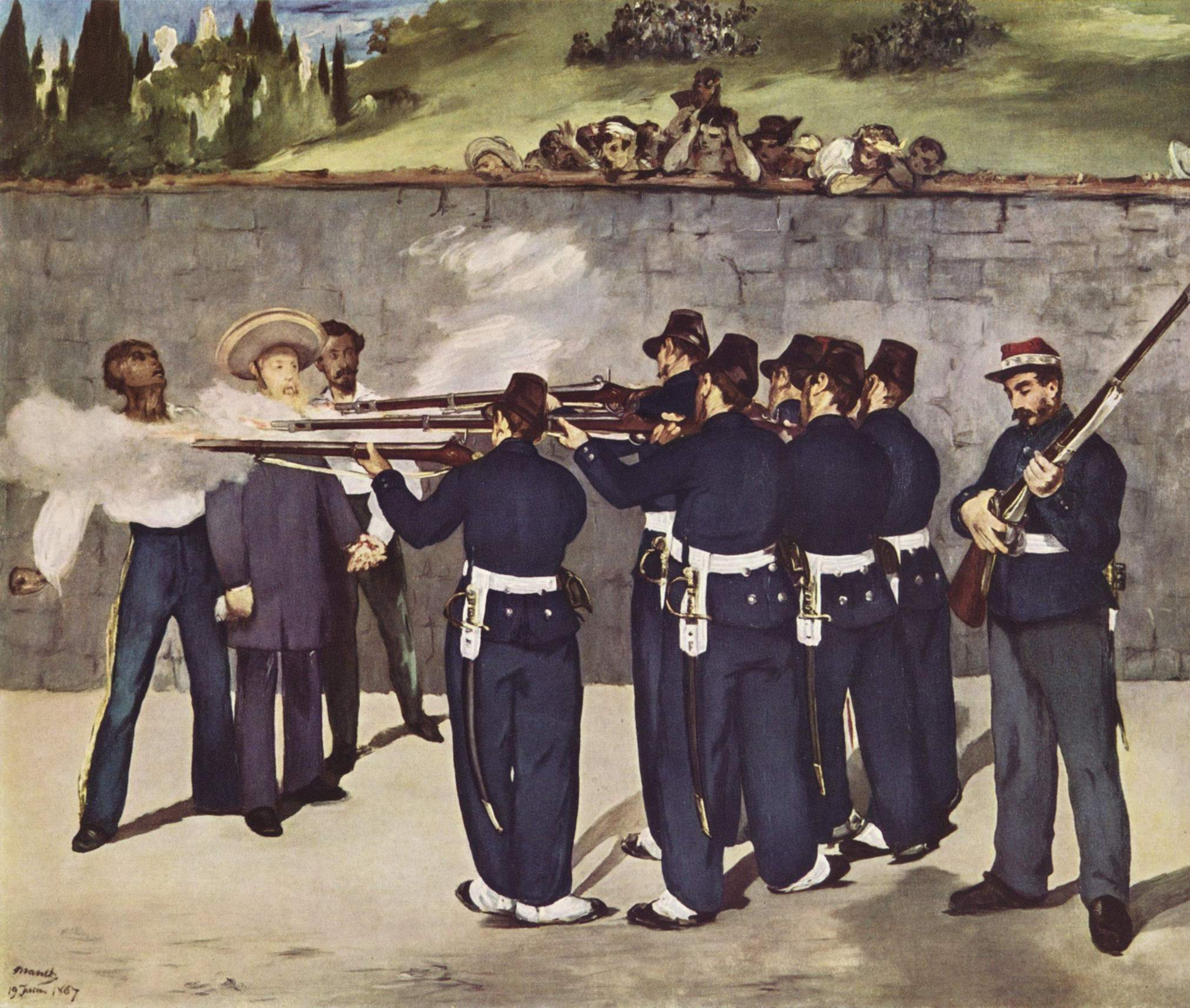
Exécution de Maximilien Ier du Mexique, par Édouard Manet.

| Nom                                       | début             | fin               | victoire         |
| ----------------------------------------- | ----------------- | ----------------- | ---------------- |
| Chute de Acapulco (en)                    | 3 juin 1864       | 3 juin 1864       | française        |
| Bataille de Álamos (1865)                 | 24 septembre 1865 | 24 septembre 1865 | militants locaux |
| Bataille d'Atlixco                        | 4 mai 1862        | 4 mai 1862        | républicaine     |
| Bataille de Bagdad                        | 4 janvier 1866    | 4 janvier 1866    | républicaine     |
| Bataille de Barranca Seca                 | 18 mai 1862       | 18 mai 1862       | française        |
| Bataille de Camargo                       | 15 juin 1866      | 15 juin 1866      | française        |
| Bataille de Camerone                      | 30 avril 1863     | 30 avril 1863     | républicaine     |
| Chute de Campeche (1864)                  | 22 janvier 1864   | 22 janvier 1864   | française        |
| Bataille de La Carbonera                  | 18 octobre 1866   | 18 octobre 1866   | républicaine     |
| Bataille de Cerro del Borrego             | 13 juin 1862      | 13 juin 1862      | française        |
| Bataille de Chiapa de Corzo (es)          | 21 octobre 1863   | 21 octobre 1863   | républicaine     |
| Chute de Chihuahua (1865)                 | 15 août 1865      | 15 août 1865      | impériale        |
| Bataille de Chihuahua (1866) (en)         | 24 mars 1866      | 24 mars 1866      | républicaine     |
| Chute de the City of México (1863) (es)   | 10 juin 1863      | 10 juin 1863      | française        |
| Chute de the City of México (1867) (en)   | 21 juin 1867      | 21 juin 1867      | républicaine     |
| Chute de Colima (es)                      | 5 novembre 1864   | 5 novembre 1864   | impériale        |
| Bataille de Cuauhtémoc (es)               | 2 février 1865    | 2 février 1865    | impériale        |
| Chute de Durango (es)                     | 4 juillet 1864    | 4 juillet 1864    | impériale        |
| Bataille de El Jahuactal (es)             | 1er novembre 1863 | 1er novembre 1863 | républicaine     |
| Bataille de El Rosario (es)               | 21 mars 1865      | 21 mars 1865      | indécise         |
| Bataille de Fortín                        | 19 avril 1863     | 19 avril 1863     | française        |
| Chute de Guadalajara (1864) (es)          | 5 janvier 1864    | 5 janvier 1864    | française        |
| Chute de Guadalajara (1867) (es)          | 14 janvier 1867   | 14 janvier 1867   | républicaine     |
| Chute de Guanajuato (es)                  | 8 décembre 1863   | 8 décembre 1863   | française        |
| Bataille de Guayabo                       | 10 novembre 1866  | 10 novembre 1866  | républicaine     |
| Combat d'Ixmiquilpan                      | 25 septembre 1865 | 25 septembre 1865 | républicaine     |
| Bataille de Jiquilpan (es)                | 22 novembre 1864  | 22 novembre 1864  | impériale        |
| Chute de Jonuta (1863) (es)               | 21 février 1863   | 21 février 1863   | française        |
| Siège de Jonuta (1866) (es)               | 17 avril 1866     | 17 avril 1866     | républicaine     |
| Bataille de Juchitán (es)                 | 5 septembre 1866  | 5 septembre 1866  | républicaine     |
| Bataille de Las Cumbres                   | 28 avril 1862     | 28 avril 1862     | républicaine     |
| Bataille de la Loma                       | 16 juillet 1865   | 16 juillet 1865   | impériale        |
| Bataille de las Lomas de San Lorenzo (es) | 15 avril 1867     | 15 avril 1867     | républicaine     |
| Bataille de Majoma (es)                   | 20 août 1864      | 20 août 1864      | impériale        |
| Bataille de Mazatlán (en)                 | 26 mars 1864      | 31 mars 1864      | indécise         |
| Chute de Matamoros (es)                   | 21 septembre 1864 | 21 septembre 1864 | impériale        |
| Bataille de Miahuatlán                    | 3 octobre 1866    | 3 octobre 1866    | républicaine     |
| Chute de Morelia                          | 30 novembre 1863  | 30 novembre 1863  | française        |
| Bataille de Nanahuatipam (es)             | 10 août 1864      | 10 août 1864      | impériale        |
| Chute de Monterrey (es)                   | 29 août 1864      | 29 août 1864      | impériale        |
| Siège de Oaxaca (es) (1864)               | 5 octobre 1864    | 30 octobre 1864   | républicaine     |
| Siège de Oaxaca (es) (1865)               | 30 octobre 1864   | 8 février 1865    | française        |
| Siège de Oaxaca (es) (1867)               |                   | 16 mars 1867      | républicaine     |
| Bataille de Parral                        | 8 août 1865       | 8 août 1865       | républicaine     |
| Bataille de Puebla                        | 5 mai 1862        | 5 mai 1862        | républicaine     |
| Siège de Puebla                           | 16 mars 1863      | 17 mai 1863       | française        |
| Chute de Puebla (1867) (en)               | 2 avril 1867      | 2 avril 1867      | républicaine     |
| Siège de Querétaro                        | 6 mars 1867       | 15 mai 1867       | républicaine     |
| Bataille de San Jacinto (1867)            | 1er février 1867  | 1er février 1867  | républicaine     |
| Chute de San Juan Bautista (en)           | 27 février 1864   | 27 février 1864   | républicaine     |
| Bataille de San Lorenzo                   | 8 mai 1863        | 8 mai 1863        | française        |
| Bataille de San Pablo del Monte           | 5 mai 1862        | 5 mai 1862        | française        |
| Bataille de San Pedro (en)                | 22 décembre 1864  | 22 décembre 1864  | républicaine     |
| Bataille de Santa Gertrudis (es)          | 16 juin 1866      | 16 juin 1866      | républicaine     |
| Bataille de Santa Isabel (es)             | 1er mars 1866     | 1er mars 1866     | républicaine     |
| Bataille de Tacámbaro                     | 11 avril 1865     | 11 avril 1865     | républicaine     |
| Bataille de Tampico (1863)                | 19 janvier 1863   | 19 janvier 1863   | républicaine     |
| Bataille de Totoapan                      | 18 octobre 1863   | 18 octobre 1863   | républicaine     |
| Bataille de Matehuala                     | 17 mai 1864       | 17 mai 1864       | française        |
| Bataille de Veranos                       | 10 janvier 1865   | 10 janvier 1865   | républicaine     |
| Bataille de Villa de Álvarez              | 29 janvier 1867   | 29 janvier 1867   | républicaine     |